# Danil Khalimov
Danil Khalimov, né le 6 juillet 1978 à Nijni Taguil (RSFS de Russie) et mort le 15 octobre 2020 à Iekaterinbourg (Russie), est un lutteur russe puis kazakh.

## Biographie
Danil Khalimov concourt tout d'abord sous les couleurs de la Russie dans les compétitions juniors, remportant notamment une médaille d'argent aux Mondiaux juniors de 1996 à Walbrzych.
Sous les couleurs kazakhes, il est médaillé d'argent en lutte gréco-romaine dans la catégorie des moins de 74 kg aux Jeux asiatiques de 2002 à Busan et aux Championnats d'Asie de lutte 2004 à Almaty dans la même catégorie. Aux Jeux olympiques de 2004 à Athènes, il est éliminé en quarts de finale par le Suisse Reto Bucher en lutte gréco-romaine dans la catégorie des moins de 74 kg.
Il meurt des suites de la Covid-19 le 15 octobre 2020 à l'âge de 42 ans.